# Bay-and-gable

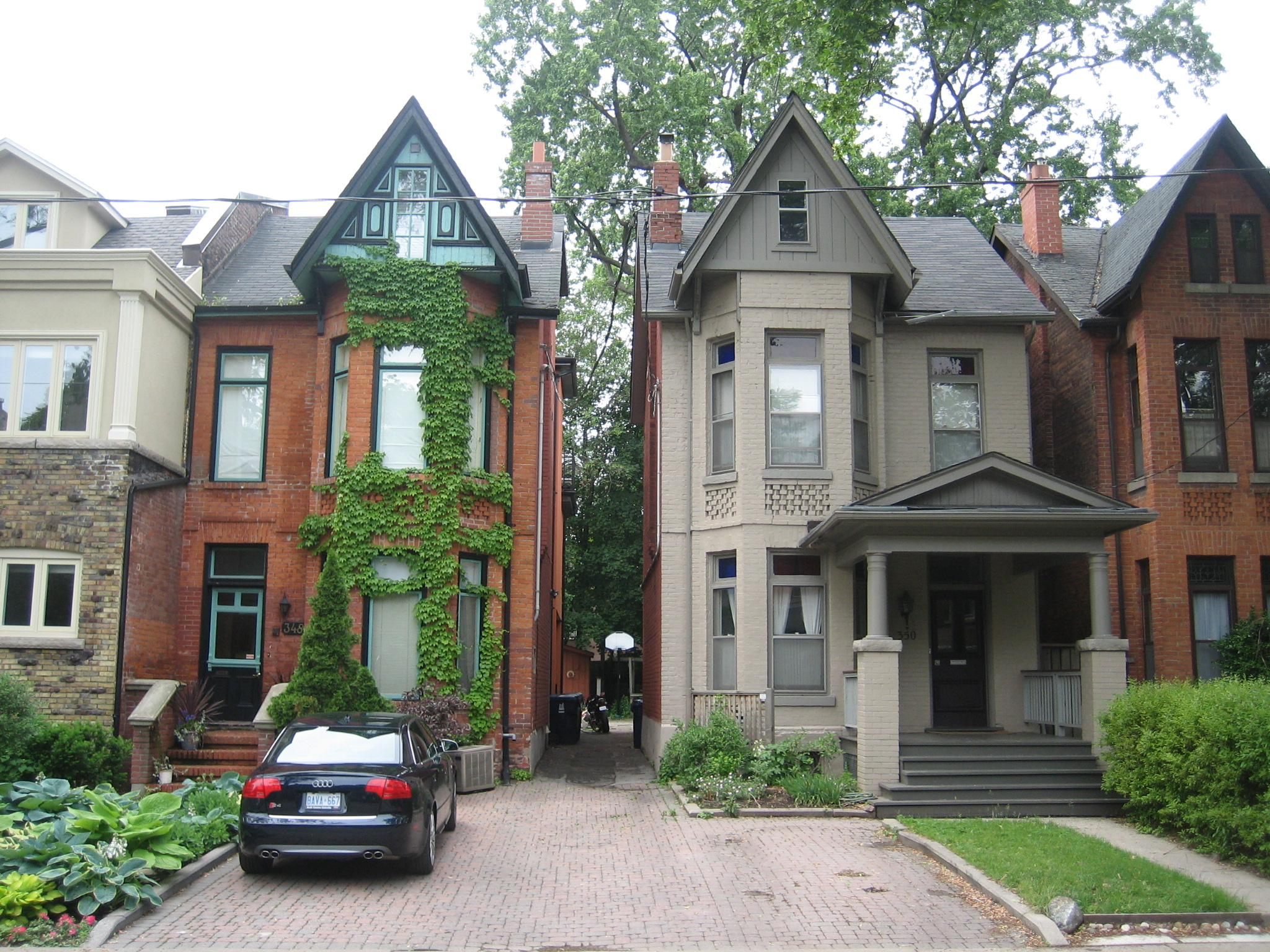
Maisons de style bay-and-gable dans le quartier de The Annex.

Bay-and-gable est le nom d'un type de maison omniprésent dans les vieux quartiers de Toronto. L'une des caractéristiques architecturales principales de ces bâtisses est la fenêtre en saillie (en anglais bay window) qui couvre plus de la moitié de la façade avant, surmontée d'un pignon pointu. Construites le plus souvent en brique rouge, les maisons de style bay-and-gable comportent généralement un ou deux étages.
Ce type de maison a été extrêmement populaire à la fin du XIXe et au début du XXe siècle à Toronto. On en trouve encore de nombreuses dans les zones historiques de quartiers tels que Cabbagetown ou Little Italy.

## Sources
- (en) Cet article est partiellement ou en totalité issu de l’article de Wikipédia en anglais intitulé « Bay-and-gable » (voir la liste des auteurs).